# Холл, Портер
Портер Холл (англ.  Porter Hall), полное имя Клиффорд Портер Холл (англ. Clifford Porter Hall; 19 сентября 1888 — 6 октября 1953) — американский актёр театра и кино 1926—1952 годов.
За время своей кинокарьеры Холл сыграл в таких фильмах, как «Тонкий человек» (1934), «Уступи место завтрашнему дню» (1937), «Мистер Смит едет в Вашингтон» (1939), «Его девушка Пятница» (1940), «Странствия Салливана» (1941), «Двойная страховка» (1944), «Чудо в Морганс-Крик» (1944), «Чyдо на 34-й улице» (1947), «Осквернитель праха» (1949) и «Туз в рукаве» (1951).

## Ранние годы и начало карьеры
Портер Холл родился 19 сентября 1888 года в Цинциннати, Огайо. Его отец был руководителем бондарной фирмы, которая закрылась с введением в США Сухого закона. После завершения Университета Цинциннати Холл работал в продовольственной компании Флейшмана, одновременно занимаясь постановкой спектаклей и игрой в системе небольших театров в Кливленде. По другим сведениям, после окончания Университета Цинциннати Портер Холл работал сталеваром в Пенсильвании.

## Театральная карьера
В 1926 году Холл дебютировал на Бродвее в спектакле «Великий Гэтсби» (1926). В течение последующих после семи лет он сыграл ещё в восьми бродвейских спектаклях, среди которых «Обнажённая» (1926), «Громкоговоритель» (1927), «Ночная хозяйка» (1928), «Это мудрый ребёнок» (1929—1930), «Коллизия» (1932), «Муж амазонки» (1932), «Тёмная башня» (1933—1934) и «Рыжий кот» (1934). Одновременно Холл регулярно работал в провинции, «создавая себе имя крепкого гастрольного шекспировского актёра».

## Карьера в кинематографе
В 1931 году в возрасте 43 лет Холл дебютировал в кино в мелодраме «Секреты секретаря» (1931) с участием Клодетт Колбер и Герберта Маршалла. В том же году Холл сыграл ещё в четырёх фильмах, в том числе в мелодраме с Таллулой Бэнкхед «Обман» (1931) и в детективе «Убийство в частном вагоне» (1931). Наиболее значимой картиной Холла стала криминальная комедия с участием Уильяма Пауэлла «Тонкий человек» (1934), где он «сыграл подозреваемого, вина которого была настолько очевидна, что это по существу положило конец детективу даже ещё до того, как он начался».
Единственным фильмом Холла 1935 года была криминальная комедия с Уорреном Уильямом «Дело о счастливых ножках» (1935), а год спустя у Холла было десять картин. В вестерне Сесиля Де Милля «Человек равнин» (1936) с участием Гэри Купера Холл «сыграл Джека Макколла, негодяя, который застрелил Дикого Билла Хикока в спину». Другими памятными фильмами года были криминальная комедия с Уорреном Уильямом и Бетт Дейвис «Сатана встречает леди» (1936), где Холл сыграл частного детектива, триллер о захвате заложников с Хамфри Богартом и Дейвис «Окаменелый лес» (1936) и биографическая драма с Полом Муни «Повесть о Луи Пастере» (1936).
В 1937 году у Холла были роли в романтической комедии «Уступи место завтрашнему дню» (1937), детективе с Рэем Милландом «Бульдог Драммонд исчезает» (1937), вестерн с Джоэлом Маккри «Уэллс Фарго» (1937), приключенческий экшн с Гэри Купером «Загубленные в море» (1937) и криминальная комедия с Кэрол Ломбард и Фредом Макмюрреем «Чистосердечное признание» (1937). В 1938 году Холл сыграл в восьми малозначимых фильмах, наиболее заметным среди которых стал детектив с Джоном Бэрримором «Дульдог Драммонд в опасности» (1938) и военная драма с Макмюрреем и Милландом «Люди с крыльями» (1938). Наиболее значимым фильмом Холла в 1939 году была сатирическая комедия Фрэнка Капры с Джеймсом Стюартом «Мистер Смит едет в Вашингтон» (1939), где он сыграл сенатора. У Холла также были роли в детективе «Секретная полиция Бульдога Драммонда» (1939) и музыкальной ленте «У них будет музыка» (1939).
Холл сыграл в 1940 году в четырёх фильмах, среди которых популярная комедия Говарда Хоукса «Его девушка Пятница» (1940) с Кэри Грантом и Розалинд Расселл, вестерн Рауля Уолша «Зов крови» (1940) с Джоном Уэйном и Клэр Тревор, а также вестерн с Уильямом Холденом и Уорреном Уильямом «Аризона» (1940). В 1941 году Холл появился в успешной сатирической мелодраме Престона Стёрджеса «Странствия Салливана» (1941) с участием Джоэла Маккри и Вероники Лейк, после чего в 1942 году сыграл в трёх фильмах, включая комедию «Потрясающий Эндрю» (1942) с Брайаном Донлеви и криминальную комедию с Грейси Аллен «Мистер и миссис Норт» (1942). В 1943 году у него были роли в вестерне с Рэндольфом Скоттом «Отчаянные» (1943) и в романтической комедии «Незнакомец в городе» (1943). В 1944 году Холл сыграл в шести фильмах, наиболее значимыми среди которых были фильм нуар Билли Уайлдера «Двойная страховка» (1944), где он сыграл важного свидетеля, романтическая комедия Стёрджеса «Чудо в Морганс-Крик» (1944) и ещё одна картина Стёрджеса, биографическая комедия «Великий момент» (1944). Как написал историк кино Хэл Эриксон, «имея всего одну сцену в музыкальной комедии с Бингом Кросби „Идти своим путём“ (1944) Холл смог заложить яд на полфильма в свою роль громогласного атеиста». Эта роль стала одной из самых популярных у Холла, что «иронично, учитывая, что Холл был дьяконом в церкви». Далее, по словам Эриксона, в лихой криминальной комедии «Он сказал убийство» (1945) Холл сыграл сумасшедшего патриарха семьи деревенских убийц. В том же году у Холла были роли в таких фильмах, как триллер с Джеймсом Кэгни «Кровь на солнце» (1945) и музыкальная комедия с Джинджер Роджерс и Ланой Тёрнер «Уикэнд в отеле „Уолдорф“» (1945).
В рождественской комедии «Чудо на 34-й улице» (1947) Холл сыграл роль «страдающего неврозом психиатра, который пытается отправить весёлого старого Санта Клауса — Криса Крингла (Эдмунд Гвенн) в сумасшедший дом». В 1947 году Холл сыграл также в исторической приключенческой драме «Непобеждённый» (1947) с Гэри Купером, в фильме нуар с Макмюрреем и Авой Гарднер «Сингапур» (1947). До конца 1940-х годов он сыграл также в романтической мелодраме с Тайроном Пауэром и Джин Тирни «Такой восхитительный порыв» (1948), романтической комедии с Джеймсом Стюартом и Джоан Фонтейн «Ты останешься счастливой» (1948) и криминальной мелодраме «Осквернитель праха» (1949).
В начале 1950-х годов Холл сыграл в фильме нуар Уайлдера с Кирком Дугласом «Туз в рукаве» (1951), в биографической драме с Джеймсом Стюартом «Карабин Уильямса» (1952) и в фильме нуар «Полиция нравов» (1953), где он сыграл владельца бюро ритуальных услуг, ставшего свидетелем убийства, из которого капитан полиции (Эдвард Г. Робинсон) вынужден вытягивать показания, прибегая к провокации и обману. Последней киноработой Холла стала семейная приключенческая лента «Возвращение на остров сокровищ» (1954), которая вышла уже после его смерти.

## Актёрское амплуа и оценка творчества
После дебюта в 1934 году в возрасте 43 лет Холл проработал в кино вплоть до своей смерти в 1953 году.
Как отмечает Хэл Эриксон, Холл никогда не пытался играть романтические роли. Вместо этого он «использовал свой слабый подбородок и бегающие глаза в десятках ролей, требующих таких непривлекательных черт характера, как трусость, двуличие и подлость». Как добавляет Бутч Ьатчезон, «на протяжении двух десятилетий Портер Холл играл злодеев и напыщенных неприятных людей. Его кинокарьера не была зеркалом его реальной жизни, где Холл был хорошо известен как щедрый и открытый человек, которого любили практически все, кого он знал».
Холл сыграл в шести фильмах, которые номинировались на «Оскар» как лучшая картина — «Тонкий человек» (1934), «Повесть о Луи Пастере» (1936), «Мистер Смит едет в Вашингтон» (1939), «Идти своим путём» (1944), «Двойная страховка» (1944) и «Чyдо на 34-й улице»(1947), среди этих фильмов приз завоевал только фильм «Идти своим путём».
Холл также сыграл в десяти фильмах, которые отобраны в Национальный реестр фильмов Библиотеки Конгресса США как культурно, исторически и эстетически значимые — «Тонкий человек» (1934), «Уступи место завтрашнему дню» (1937), «Мистер Смит едет в Вашингтон» (1939), «Его девушка Пятница» (1940), «Странствия Салливана» (1941), «Чудо в Морганс-Крик» (1943), «Идти своим путём» (1944), «Двойная страховка» (1944), «Чyдо на 34-й улице» (1947) и «Туз в рукаве» (1951).

## Личная жизнь
С 1927 года и вплоть до своей смерти в 1953 году Портер Холл был женат на Джеральдин Холл, у пары было свое детей — Дэвид и Сара Джейн.
Как отмечает Хэл Эриксон, «в реальной жизни Холл был полной противоположностью своему экранному образу — он был верным другом, неутомимым благотворителем и дьяконом Первой Пресвитерианской церкви в Голливуде».

## Смерть
Портер Холл умер 6 октября 1953 года в Лос-Анджелесе, Калифорния, в возрасте 65 лет от инфаркта.

## Фильмография
| Год  |   | Русское название                    | Оригинальное название                  | Роль                           |
| ---- | - | ----------------------------------- | -------------------------------------- | ------------------------------ |
| 1934 | ф | Убийство в личном автомобиле        | Murder in the Private Car              | Олден Мюррей                   |
| 1934 | ф | Тонкий человек                      | The Thin Man                           | Макколей                       |
| 1935 | ф | Дело о счастливых ножках            | The Case of the Lucky Legs             | полковник Брэдбери             |
| 1936 | ф | И неожиданная смерть                | And Sudden Death                       | окружной прокурор              |
| 1936 | ф | Смерть генерала на рассвете         | The General Died at Dawn               | Питер Перри                    |
| 1936 | ф | Окаменелый лес                      | The Petrified Forest                   | Джейсон Мейпл                  |
| 1936 | ф | Человек с равнины                   | The Plainsman                          | Джек Макколл                   |
| 1936 | ф | Принцесса пересекает океан          | The Princess Comes Across              | Дарси                          |
| 1936 | ф | Сатана встречает леди               | Satan Met a Lady                       | Милтон Эймс                    |
| 1936 | ф | Под снегом                          | Snowed Under                           | Артур Лейтон                   |
| 1936 | ф | Повесть о Луи Пастере               | The Story of Louis Pasteur             | доктор Россиньол               |
| 1936 | ф | Слишком много родителей             | Too Many Parents                       | миссис Сондерс                 |
| 1936 | ф | Давай сделаем миллион               | Let's Make a Million                   | Спенсер                        |
| 1937 | ф | Бульдог Драммонд исчезает           | Bulldog Drummond Escapes               | Мерридью                       |
| 1937 | ф | Гостиница «Хейуайр»                 | Hotel Haywire                          | судья Ньюхолл                  |
| 1937 | ф | Король азарта                       | King of Gamblers                       | Джордж Крамер                  |
| 1937 | ф | Уступи место завтрашнему дню        | Make Way for Tomorrow                  | Харви Чейз                     |
| 1937 | ф | Загубленные в море                  | Souls at Sea                           | обвинитель в суде              |
| 1937 | ф | Сюда, пожалуйста                    | This Way Please                        | С. Джей Кроуфорд               |
| 1937 | ф | Чистосердечное признание            | True Confession                        | мистер Хартман, обвинитель     |
| 1937 | ф | Уэллс Фарго                         | Wells Fargo                            | Джеймс Оливер                  |
| 1937 | ф | Дикие деньги                        | Wild Money                             | Билл Корт                      |
| 1938 | ф | Люди с крыльями                     | Men with Wings                         | Хайрем Ф. Дженкинс             |
| 1938 | ф | Арканзасский путешественник         | The Arkansas Traveler                  | мэр Дэниелс                    |
| 1938 | ф | Бульдог Драммонд в опасности        | Bulldog Drummond's Peril               | доктор Ботулян                 |
| 1938 | ф | Знать опасно                        | Dangerous to Know                      | мэр Брэдли                     |
| 1938 | ф | Король Алькатраса                   | King of Alcatraz                       | Мэтью Талбот                   |
| 1938 | ф | Тюремная ферма                      | Prison Farm                            | Чистон Р. Брэдби               |
| 1938 | ф | Скандальная улица                   | Scandal Street                         | Джеймс Уилсон                  |
| 1938 | ф | Украденные небеса                   | Stolen Heaven                          | Херманн «фон» Оффер            |
| 1938 | ф | Том Сойер — сыщик                   | Tom Sawyer, Detective                  | дядя Сайлас                    |
| 1939 | ф | Тайны присяжных                     | Grand Jury Secrets                     | Энтони Пелтон                  |
| 1939 | ф | Мистер Смит едет в Вашингтон        | Mr. Smith Goes to Washington           | сенатор Монро                  |
| 1939 | ф | Им нужна музыка                     | They Shall Have Music                  | Флауэр                         |
| 1940 | ф | Аризона                             | Arizona                                | Лазарус Уорд                   |
| 1940 | ф | Зов крови                           | Dark Command                           | Ангус Макклауд                 |
| 1940 | ф | Его девушка Пятница                 | His Girl Friday                        | Мёрфи                          |
| 1940 | ф | След вигилантов                     | Trail of the Vigilantes                | шериф Корли                    |
| 1941 | ф | Священник из Панаминта              | The Parson of Panamint                 | Джонатан Рэндалл               |
| 1941 | ф | Странствия Салливана                | Sullivan's Travels                     | мистер Хэдриан                 |
| 1942 | ф | Мистер и миссис Норт                | Mr. and Mrs. North                     | Джордж Хейлер                  |
| 1942 | ф | Бутч заботится о ребёнке            | Butch Minds the Baby                   | Брэнди Смит                    |
| 1942 | ф | Невероятный Эндрю                   | The Remarkable Andrew                  | главный клерк Арт Стока        |
| 1943 | ф | Отчаянные                           | The Desperadoes                        | банкир Клэнтон                 |
| 1943 | ф | Незнакомец в городе                 | A Stranger in Town                     | судья Остин Харкли             |
| 1943 | ф | Чудо в Морганс-Крик                 | The Miracle of Morgan's Creek          | мировой судья                  |
| 1943 | ф | Горожанка                           | The Woman of the Town                  | мэр Дог Килли                  |
| 1944 | ф | Двойная страховка                   | Double Indemnity                       | мистер Джексон                 |
| 1944 | ф | Идти своим путём                    | Going My Way                           | мистер Белкнап                 |
| 1944 | ф | Великий момент                      | The Great Moment                       | президент Франклин Пирс        |
| 1944 | ф | Метка Свистуна                      | The Mark of the Whistler               | Джо Сорсби                     |
| 1944 | ф | Только стоячие места                | Standing Room Only                     | Хьюго Фпренхолл                |
| 1945 | ф | Кровь на солнце                     | Blood on the Sun                       | Артур Биккетт                  |
| 1945 | ф | Приведите девушек                   | Bring on the Girls                     | доктор Эфрингтон               |
| 1945 | ф | Поцелуй и скажи                     | Kiss and Tell                          | Билл Франклин                  |
| 1945 | ф | Он сказал «Убийство»                | Murder, He Says                        | мистер Джонсон                 |
| 1945 | ф | Уикэнд в отеле Уолдорф              | Week-End at the Waldorf                | Стивенс                        |
| 1947 | ф | Чудо на 34-й улице                  | Miracle on 34th Street                 | Грэнвилл Сойер                 |
| 1947 | ф | Сингапур                            | Singapore                              | мистер Джеральд Беллоуз        |
| 1947 | ф | Непобежденный                       | Unconquered                            | Лич                            |
| 1948 | ф | Такой восхитительный порыв          | That Wonderful Urge                    | адвокат Кетчелл                |
| 1948 | ф | Ты останешься счастливой            | You Gotta Stay Happy                   | мистер Каслон                  |
| 1949 | ф | Цыплёнок каждое воскресенье         | Chicken Every Sunday                   | Сэм Хауэлл                     |
| 1949 | ф | Прекрасная блондинка из Бэшфул-Бенд | The Beautiful Blonde from Bashful Bend | судья О’Тул                    |
| 1949 | ф | Осквернитель праха                  | Intruder in the Dust                   | Наб Гоури                      |
| 1950 | с | Театр «Бигелоу»                     | The Bigelow Theatre                    | (1 эпизод)                     |
| 1950 | с | Театр «Шеврон»                      | Chevron Theatre                        | (1 эпизод)                     |
| 1951 | ф | Туз в рукаве                        | Ace in the Hole                        | Джейкоб Кью Бут                |
| 1952 | ф | Карабин Уильямса                    | Carbine Williams                       | Сэм Маркли                     |
| 1952 | ф | Полукровка                          | The Half-Breed                         | Кремер                         |
| 1952 | ф | Отпуск для грешников                | Holiday for Sinners                    | Луи, владелец бильярдного зала |
| 1952 | с | Жизнь с Луиджи                      | Life with Luigi                        | мистер Тёрстон (1 эпизод)      |
| 1952 | с | Театр четырёх звёзд                 | Four Star Playhouse                    | Джей Р. Мартин (1 эпизод)      |
| 1953 | ф | Пони-экспресс                       | Pony Express                           | Джим Бриджер                   |
| 1953 | ф | Полиция нравов                      | Vice Squad                             | Джек Хартрампф                 |
| 1954 | ф | Возвращение на остров сокровищ      | Return to Treasure Island              | Максимилиан «Макси» Харрис     |
| 1954 | с | Театр у камина                      | Fireside Theatre                       | мистер Эйкен (1 эпизод)        |